# NGC 6659
NGC 6659 је група звезда у сазвежђу Херкул која се налази на NGC листи објеката дубоког неба.
Деклинација објекта је + 23° 35' 42" а ректасцензија 18h 34m 0,0s. Привидна величина (магнитуда) објекта NGC 6659 износи 13,0.